# متعدد خلايا (هندسة رياضية)
| {3,3,3}                                                   | {3,3,4}                                             | {4,3,3}                                         |
| --------------------------------------------------------- | --------------------------------------------------- | ----------------------------------------------- |
| خماسي خلايا [الإنجليزية] مُبَسَّط رباعي الأبعاد خماسي الأكناف | سِتَّ عَشْرِيّ خلايا [الإنجليزية] مُجمَّع قائمي رباعي الأبعاد | ثماني خلايا مكعب رباعي الأبعاد                  |
| {3,4,3}                                                   | {5,3,3}                                             | {3,3,5}                                         |
| ذو 24 خليةً [الإنجليزية] متعدد ثُمانيات الوجوه              | ذو 120 خليةً [الإنجليزية] متعدد اثني عشريات الوجوه   | سِتَّ مِئَوِيّ خلايا [الإنجليزية] متعدد ثلاثيات الوجوه |

في الهندسة الرياضية، متعدد الأكناف رباعي الأبعاد (بالإنجليزية: 4-polytope)، تسمى أحيانًا متعدد الخلايا (بالإنجليزية: Polychoron, Polycell) أو شبيه متعدد الوجوه (بالإنجليزية: Polyhedroid)، هو متعدد الأكناف رباعي الأبعاد. إنه شكل هندسي متصل ومغلق، يتألف من عناصر متعددي الأكناف منخفضة الأبعاد: الرؤوس والحواف والأوجه (المضلعات) والخلايا (متعددات الوجوه). يشترك في كل وجه خليتين فقط. وقد اكتشف عالم الرياضيات السويسري لودفيغ شليفلي [الإنجليزية] متعددات الخلايا قبل عام 1853.
المماثل ثنائي الأبعاد لمتعدد خلايا هو مضلع، والمماثل ثلاثي الأبعاد هو متعدد وجوه.
من الناحية الطوبولوجية، ترتبط متعددات الخلايا ارتباطًا وثيقًا بأعشاش النحل المُتَّسِقَة [الإنجليزية]، مثل الشهد المكعبي [الإنجليزية]، الذي يَرْصُفُ فضاء ثلاثي الأبعاد؛ وبالمثل، يرتبط المكعب ثلاثي الأبعاد بالمرصوف المربعي [الإنجليزية] اللامنتهي ثنائي الأبعاد. يمكن قطع متعددات الخلايا المحدبة وفتحها على شكل شبكات في الفضاء ثلاثي الأبعاد.